# Distretto di Potsdam
Il distretto di Potsdam (in tedesco Bezirk Potsdam) era uno dei 14 distretti in cui era divisa la Repubblica Democratica Tedesca, esistito dal 1952 al 1990.
Capoluogo era la città di Potsdam.

## Storia
Il distretto di Potsdam fu istituito il 25 luglio 1952 nell'ambito della nuova suddivisione amministrativa della Repubblica Democratica Tedesca (i nuovi distretti sostituivano le precedenti Regioni).
Il distretto fu ricavato dalla parte occidentale dello Stato del Brandeburgo.

## Suddivisione amministrativa
Il distretto di Potsdam comprendeva 2 circondari urbani (Stadtkreise) e 15 circondari rurali (Landkreise):
- Circondari urbani
  - Brandeburgo sulla Havel (Brandenburg/Havel)
  - Potsdam
- Circondari rurali
  - Belzig
  - Brandeburgo (Brandenburg)
  - Gransee
  - Jüterbog
  - Königs Wusterhausen
  - Kyritz
  - Luckenwalde
  - Nauen
  - Neuruppin
  - Oranienburg
  - Potsdam
  - Pritzwalk
  - Rathenow
  - Wittstock
  - Zossen

## Presidenti del consiglio distrettuale (Vorsitzende des Rates des Bezirkes)
- Curt Wach (1952-1953)
- Josef Stadler (1953-1957)
- Herbert Rutschke (1957-1960)
- Franz Peplinski (1960-1962)
- Herbert Puchert (1962-1971)
- Günter Pappenheim (1971-1974)
- Werner Eidner (1974-1977)
- Herbert Tzschoppe (1977-1990)
- Jochen Wolf (1990)

## Primi segretari della sezione distrettuale della SED (Erste Sekretäre der SED-Bezirksleitung)
- Kurt Seibt (1952-1955)
- Eduard Götzl (1955-1957)
- Werner Wittig (1964-1976)
- Günther Jahn (1976-1989)
- Heinz Vietze (1989-1990)